# سایکازاکی

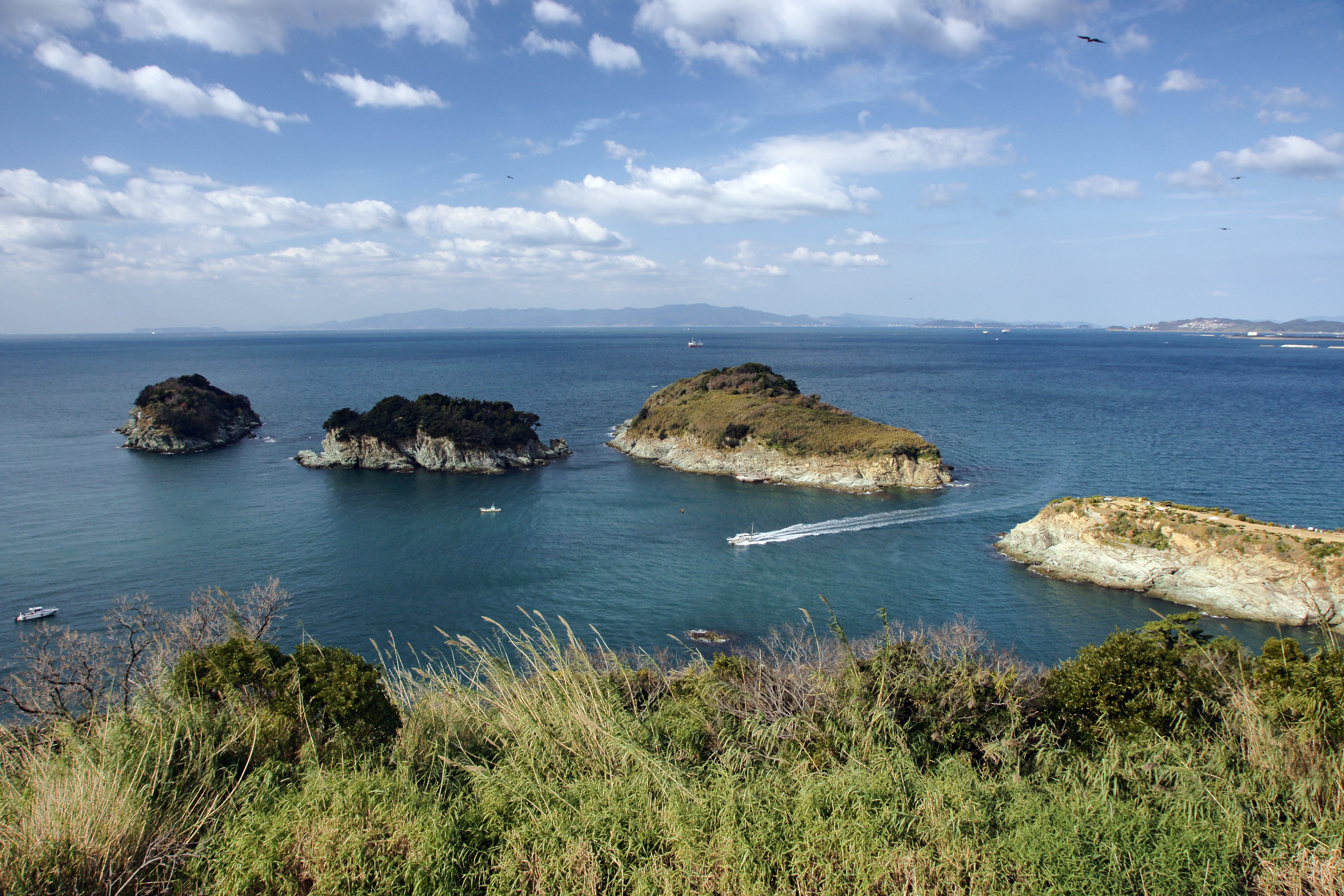

سایکازاکی ((به ژاپنی: 雑賀崎, Saika-Zaki))، دماغه ای در بخش جنوبی استان واکایاما واکایاما  (شهر) و منطقه ای است که توسط پارک ملی سیتونایکا مشخص شده است.